# Дружеское литературное общество
Дру́жеское литерату́рное о́бщество — недолговечное русское литературное общество, существовавшее в Москве в 1801 году.
Объединение литераторов-единомышленников из воспитанников Московского университетского пансиона складывалось в конце XVIII века. Инициатором общества был Андрей Иванович Тургенев. В 1797—1800 годах он возглавлял предромантический литературный кружок в пансионе, оформившийся в 1801 году как Дружеское литературное общество.
Первое заседание Дружеского литературного общества состоялось 12 января 1801 года. В него вошли, помимо А. И. Тургенева, братья Андрей Сергеевич Кайсаров и Михаил Сергеевич Кайсаров, Алексей Федорович Мерзляков, Василий Андреевич Жуковский, Александр Иванович Тургенев, Семён Емельянович Родзянко, Александр Фёдорович Воейков. Собрания Общества начались и некоторое время происходили в доме Воейкова на Девичьем поле.
В речи «О главных законах Общества» А. Ф. Мерзляков отметил:

Наше Общество, есть прекрасное предуготовление к будущей нашей жизни… Я хочу сказать вам, что человек сам собою ничего не значит… Вот рождение общества! Вот каким образом один человек, ощутив пламя в своём сердце, даёт другому руку и, показывая в отдалённость, говорит: там цель наша! пойдём, возьмём и разделим тот венец, которого ни ты, ни я один взять не в силах!… Если вы имеете благородное честолюбие… то откажитесь от самолюбия, имейте доверенность к друзьям своим!…

Если не всякий из нас одарён тонким вкусом к изящному, если не всякий может судить совершенно правильно о переводе или о сочинении, то по крайней мере мы не будем сомневаться в добром сердце сказывающего наши погрешности; его любовь говорит нам: правда ли то или нет, он желал нам добра… Этот дух есть начало и конец, альфа и омега всех законов собрания!

Почти два десятилетия спустя тот же Мерзляков вспоминал:

Мы строго критиковали друг друга письменно и словесно, разбирали знаменитейших писателей,… спорили много и шумно за столом учёным и расходились добрыми друзьями по домам.

На одном из первых заседаний Мерзляков декламировал гимн немецкого романтика Шиллера «К радости», членами Общества делались переводы его произведений; А. И. Тургенев жёстко критиковал творчество Карамзина, Жуковский защищал его…
Изучавший Общество В. М. Истрин указывал, что среди его участников преобладал интерес к немецкой словесности; из французской литературы наибольшее сочувствие вызывали       сочинения Руссо; из английской литературы более близки были писатели сентиментального и предромантического направления.
Ю. М. Лотман считал, что в Обществе 

в момент своего зарождения столкнулись три ведущие тенденции литературы допушкинского периода: направление мечтательного романтизма, связанное с именем Жуковского; представленное Мерзляковым направление, чуждое дворянской культуре и развивавшее традиции демократической литературы XVIII в., и, наконец, направление Андрея Тургенева и Андрея Кайсарова … в деятельности которых отчетливо проступают черты, подготавливающие литературную программу декабризма.— Лотман Ю. М. Андрей Сергеевич Кайсаров и литературно-общественная борьба его времени. Вып. 63. — Тарту, 1958. — С. 25.
Во второй половине 1801 года участники Общества начали один за другим покидать Москву, отправляясь либо на учёбу за границу, либо в Петербург на службу и в результате — к ноябрю Общество перестало существовать, однако оно оставило заметный след в истории русской литературы: в нём были заложены литературные основы русского романтизма, ярким представителем которого стал В. А. Жуковский.
Уезжая в Петербург, А. И. Тургенев написал стихотворение «К ветхому поддевическому дому А. Ф. Воейкова»:
Сей ветхий дом, сей сад глухой —
Убежище друзей, соединённых Фебом,
Где в радости сердец клялися перед небом,
Клялись своей душой,
Запечатлев обет слезами,
Любить отечество и вечно быть друзьями (1801)
В этом же 1801 году в Санкт-Петербурге возникло Дружеское общество любителей изящного, впоследствии названное Вольное общество любителей словесности, наук и художеств.

## Рекомендуемая литература
- Баженова А. И. Гл. 5. Истоки Дружеского литературного общества; Гл. 6. «О, сладкий дружества союз!» // А. С. Кайсаров — забытый герой раннепушкинской эпохи. — Саратов: Сателлит, 2004. — 320 с. — ISBN 5-901459-28-8.